# Трусово (Істринський міський округ)

## Розташування
Село Трусово входить до складу міського поселення Істра, воно розташовано на південь від міста Істра, на березі річки Істра.  У 5-кілометровій зоні від села розташовані місто Істра, селище Троїцький, села Качаброво, Вельяміново, Котерево Глінкі, Буньково.
 Найближча залізнична станція – Істра.

## Населення
Станом на 2010 рік у селі проживало 104 людей